# Maiorianus római császár
Flavius Iulius Valerius Maiorianus, általánosan elterjedt néven Maiorianus császár (420 körül – Tortona, 461. augusztus 7.) nagy formátumú nyugatrómai császár 457-től 461-ig.

## Élete
Előkelő katonacsaládból származott, és Flavius Aëtius parancsnoksága alatt szolgált. Részt vett Avitus császár megbuktatásában, így ő császár, barátja, Ricimer pedig 16 évre a Birodalom tényleges vezetője lett. Maiorianus 457-től katonai főparancsnokként a mai svájci Bellozona környékén gyors győzelmet aratott a betörő alemannok felett. Birodalmát lelkiismeretesen kormányozta, véget vetett a törvénytelen adószedésnek, és igyekezett megvédeni a provinciák lakóit az egyéb kizsákmányolási formáktól. 458-ban flottaépítésbe kezdett, remélve, hogy Afrika provinciát vissza tudja hódítani a vandáloktól. Az önállóságra törekvő Galliában rendet tett, 460 májusában pedig átkelt az Ibériai-félszigetre. 300 hajójának nagyobb része azonban a vandálok kezébe került az Alicantei-öbölben, amikor rajtuk ütött Geiserich vandál király. Maiorianus megalázó békére kényszerült, Itáliába hazatérve Ricimer 461. augusztus 2-án lemondásra kényszerítette. 5 nappal később kivégezték a császárt.